# میرزا اسماعیل جنگلی
میرزا اسماعیل احمدزاده(زاده رشت - درگذشته ۱۶ فروردین ۱۳۲۷ تهران) یکی از اعضای مجاهدین جنبش جنگل بود.
او خواهرزاده میرزا کوچک خان جنگلی بود.

## زندگی‌نامه
اسماعیل جنگلی در رشت متولد شد، پدرش میرزا احمد در حکومت سابق گیلان ، سمت مستوفی‌گری داشت،

اسماعیل جنگلی در رویداد مشروطه به خصوص استبداد صغیر به مبارزه پرداخت، و نیز در بیرون راندن روس تزاری به‌همراه دیگر مجاهدین گیلان مبارزه کرد.
در سال‌های پایانی نهضت جنگل مدتی ریاست شهربانی را به عهده داشت به هنگام شکست این نهضت ، دستگیر و در زندان و تبعید به سر برد. بعد از رهایی از زندان به رشت بازگشت و بعد از شهریور ۱۳۲۰، در تهران اقامت گزید، تا این که در تاریخ ۱۶ فروردین ۱۳۲۷ درگذشت، بنابر وصیت خود او را در گورستان سلیمان داراب، در کنار قبر میرزا کوچک خان و برخی از جنگلی‌ها به خاک سپردند.